# 野田正彰
野田 正彰（のだ まさあき、1944年3月31日 - ）は、日本の精神科医、評論家、ノンフィクション作家。高知県出身。専攻分野は比較文化精神医学。精神病理学、文化人類学、社会学が重なる分野を研究。

## 略歴
- 1962年　土佐高等学校卒業[5]
- 1969年　北海道大学医学部卒業[3][6][7]
- 1977年　長浜赤十字病院精神科部長[3][6][7]
- 1980年　パプアニューギニア高地で比較文化精神医学的研究[8]。
- 1987年　神戸市外国語大学国際関係学科教授[3][7]
- 1990年　ウィーン大学日本文化研究所客員教授[7][4]
- 1991年　京都造形芸術大学芸術学部教授[6][7][4]
- 2000年　京都女子大学現代社会学部教授[7][2][9]
- 2004年　関西学院大学教授[1][3]、2012年定年退職[10]。

## 受賞
- 人文科学協会賞、1984年
- 『コンピュータ新人類の研究』で大宅壮一ノンフィクション賞、1987年
- テレコム社会科学賞、1987年
- 冲永賞、1991年
- 『喪の途上にて』で講談社ノンフィクション賞、1992年

## 活動
パプアニューギニア、ソ連-ロシアにおける社会変動下の人々の精神病理学的研究。中国、ベトナム、東ヨーロッパにおける戦争加害者、戦争被害者の精神病理学的研究。日本の青少年、女性、中高年、老人の精神病理学的研究。災害救援学。庭園の文化論。園芸療法研究。

## 批判
- 月刊誌「新潮45」（2011年11月号）に「大阪府知事は『病気』である」を寄稿し、橋下徹大阪府知事を「演技性人格障害か非社会性人格障害」と断言した。この記事に関して橋下は名誉を傷つけられたとして野田と新潮社に1100万円の賠償を求めた訴訟を起こすが、2016年4月、大阪高裁は「『うそを平気で言う。ばれても恥じない』などの逸話は当時の橋下を知る教員への取材や資料に基づいて書かれ、新潮社側には内容を真実と信じる相当の理由があり、公益目的もあった」として、橋下の請求を棄却し、新潮社側の逆転勝訴とした[11]。2017年2月、最高裁は橋下の上告を退け、野田と新潮社の勝訴が確定した[12]。

橋下は野田を
| 「頼んでもいないのに俺の精神鑑定を8流雑誌で勝手にしやがった8流大学教授が勉強不足を露呈していた」 「この大学教授は光市母子殺害事件の加害者について、母体回帰説なる珍説を唱え、無罪の根拠とし、このことが最高裁で反省の欠如と断罪され死刑となった。母体回帰説なる珍説を唱えた責任など微塵にも感じない俺の最も嫌いな無責任学者だ。野田正彰氏。もう評論家になったのか」 |

と批判している。この橋下の発言内容の記事に対し、光市事件の弁護団は、野田の依頼に応じ、野田が母体回帰説を唱えたとの事実、また母体回帰説を無実の根拠にしたとの事実はなく、橋下の発言内容の記事は事実に反した記載があるとの報告をしている。
- 2015年12月8日、筑紫女学園中学校・高等学校講堂で行われた浄土真宗本願寺派（西本願寺）による記念講演の中で、「土人」と述べ、冊子にもそのまま掲載された。これに対し、一部の寺院関係者から「土人」とは差別用語ではないか等の指摘がなされた。浄土真宗本願寺派（西本願寺）福岡教区では明らかな差別用語だと野田の過ちを公式に認め、謝罪文を各寺院に送付する事態になった[14]。

## 著作
- 『狂気の起源をもとめて―パプア・ニューギニア紀行』中公新書 1981
- 『クライシス・コール 精神病者の事件は突発するか』毎日新聞社 1982　『犯罪と精神医療』岩波現代文庫
- 『日本カネ意識 欲求と情報を管理するクレジット社会』情報センター出版局 1984
- 『都市人類の心のゆくえ―文化精神科学の視点から』NHKブックス（日本放送出版協会）　1986
- 『文化に囚われた心―不安からの脱出』人文書院 1987
- 『コンピュータ新人類の研究』文藝春秋 1987 のち文庫
- 『生きがいシェアリング―産業構造転換期の勤労意識』中公新書 1988
- 『漂白される子供たち―その眼に映った都市へ』情報センター出版局 1988
- 『経営者人間学: リーダーはいかにして創られるか』ダイヤモンド社 1988
- 『リビア新書』情報センター出版局 1990 →改版『砂漠の思想ーリビアで考えたこと』みすず書房　2005
- 『さまよえる都市人類―勤勉の快楽・消費の憂鬱』PHP研究所 1992
- 『喪の途上にて―大事故遺族の悲哀の研究』岩波書店 1992　のち現代文庫
- 『泡だつ妄想共同体―宗教精神病理学からみた日本人の信仰心』春秋社 1993
- 『紊乱のロシア』小学館 1993 →改版.小学館ライブラリー　1996
- 『国家とマロニエ―日本人の集団主義と個の心』新潮社 1993
- 『災害救援の文化を創る―奥尻・島原で』岩波ブックレット 1994
- 『中年なじみ』ダイヤモンド社 1994
- 『経営者の人間探究―企業トップはいかにして創られたか』プレジデント社 1994
- 『庭園に死す』春秋社 1994
- 『中年の発見』新潮社 1994
- 『ミドルの転機―続・中年なじみ』ダイヤモンド社 1995
- 『ポストバブルの日本人』春秋社 1995
- 『災害救援』岩波新書 1995
- 『鏡の中の迷宮』春秋社 1996
- 『わが街―東灘区森南町の人々』文藝春秋 1996
- 『人生の秋は美しい』三五館 1997
- 『聖ロシアの惑乱』小学館 1998
- 『戦争と罪責』岩波書店 1998
- 『気分の社会のなかで 神戸児童殺傷事件以後』中央公論新社 1999
- 『国家に病む人びと―精神病理学者が見た北朝鮮、バルト、ガリシアほか』中央公論新社 2000
- 『させられる教育―思考途絶する教師たち』岩波書店 2002
- 『背後にある思考』みすず書房 2003
- 『陳真―戦争と平和の旅路』岩波書店 2004
- 『共感する力』みすず書房 2004
- 『なぜ怒らないのか』みすず書房　2005
- 『砂漠の思想 リビアで考えたこと』みすず書房 2005
- 『この社会の歪みについて―自閉する青年、疲弊する大人』ユビキタスタジオ　2005
- 『子供が見ている背中 良心と抵抗の教育』岩波書店 2006
- 『見得切り政治のあとに』みすず書房, 2008
- 『教師は二度教師になる』太郎次郎社エディタス 2009
- 『虜囚の記憶』みすず書房 2009
- 『現代日本の気分』みすず書房 2011
- 『うつに非ず うつ病の真実と精神医療の罪』講談社 2013
- 『サビーナ 戯曲』里文出版 2014

### 共編著
- 『錯乱と文化ー精神医学と人類学との対話』谷泰、米山俊直共編　マルジュ社 1981
- 『コンピュータリズム』内山喜久雄共編 同朋舎出版 1990
- 『人活論―したたかな個人主義が社会を救う』江坂彰共著 徳間書店 1996
- 『あの世とこの世　現代の世相』（編）小学館 1996
- 『京都花の名庭散歩 四季折々の美を堪能する古都案内』水野克比古写真、共著 講談社カルチャーブックス 1997
- 『災害救援の視点 神戸市長田区から世界へ』青木しげゆき,伊佐秀夫,池田清共著 関西学院大学出版会 K.G.りぶれっと 2005
- 『日本のマスメディアと私たち 対論』浅野健一共著 晃洋書房 2005
- 『「麻原死刑」でOKか?』大谷昭宏,宮台真司,宮崎学,森達也共著 ユビキタ・スタジオ 2006
- 『こどもに命の大切さを伝える』日野原重明,井垣康弘,磯貝曉成共著 関西学院大学出版会 K.G.りぶれっと 2007